# スローター・バーナム彗星
スローター・バーナム彗星(英語: 56P/Slaughter-Burnham)は、公転周期11.47年の太陽系の周期彗星。
1959年1月27日にアメリカアリゾナ州フラッグスタッフのローウェル天文台でCharles D. Slaughter（フランス語版）とロバート・バーナム・ジュニアが発見した。彼らは前年12月18日に撮影された画像から16等であったこの彗星を発見した。継続的な観測によりエリザベス・レーマーは軌道を計算し、近日点通過日が1958年8月4日、公転周期を11.18年と求めた。
その後も1970年、1981年、1993年、2005年、2016年の回帰でいずれも観測されている。次に近日点を通過するのは2027年12月19日である。